# USS Wampanoag
El USS Wampanoag, una fragata de tornillo, fue depositada el 3 de agosto de 1863 por el New York Navy Yard, N.Y.; botado el 15 de diciembre de 1864; patrocinado por Miss Case, hija del Capitán Augustus Ludlow Case, segundo al mando del astillero naval; y comisionado el 17 de septiembre de 1867, el capitán J. W. A. Nicholson al mando.

## Historia
La incursión comercial de CSS Alabama y CSS Florida, ambas construidas en astilleros ingleses, llegó a un punto en 1863 en el que las relaciones pacíficas continuas entre los Estados Unidos y Gran Bretaña se vieron seriamente comprometidas. Como resultado, el Congreso respondió autorizando la construcción de una nueva clase de fragatas de tornillo como parte del proyecto de ley de adquisiciones navales de ese año. Estos buques, diseñados para ser los más rápidos del mundo, estaban destinados a ser utilizados en operaciones de golpe y fuga contra los puertos y el comercio británicos en caso de guerra. El Wampanoag fue el barco líder de esta clase.
El Wampanoag contenía numerosas características de diseño sin precedentes en la construcción naval estadounidense. Su casco, diseñado por el arquitecto de clíper B. F. Delano, era inusualmente largo y afilado en relación con la manga del barco. Su maquinaria, desarrollada por el controvertido ingeniero naval B. P. Isherwood, era única por su motor de vapor con engranajes en el que la maquinaria de movimiento lento se acoplaba al engranaje de propulsión de movimiento rápido. El tremendo debate causado por este diseño retrasó la construcción, impidiendo que el Wampanoag se completara a tiempo para servir en la Guerra Civil.
La fragata de tornillo finalmente salió de Nueva York para las pruebas en el mar el 7 de febrero de 1868. El 11 de febrero, comenzó las pruebas de velocidad, corriendo a toda máquina con mal tiempo desde Barnegat Light, Nueva Jersey, hasta Tybee Island, Georgia. Cubrió la distancia de 728 estatutos. millas en 38 horas para una velocidad media sostenida de 16,6 nudos, en un punto haciendo 17,75 nudos. Otro buque de guerra, el crucero estadounidense Charleston, no igualó este récord durante 21 años.

## Como el USSFlorida
Desde el 22 de febrero de 1868 hasta el 8 de abril, el Wampanoag se desplegó como buque insignia de la Flota del Atlántico Norte. El 5 de mayo de 1868, se dio de baja en el Navy Yard de Nueva York. El Wampanoag pasó a llamarse Florida el 15 de mayo de 1869.
La controversia generada por el diseño poco convencional de la fragata alcanzó su punto máximo en 1869 cuando una comisión naval examinó y condenó la embarcación. El contraalmirante R. M. Goldsborough, el comodoro Charles S. Boggs y los ingenieros E. D. Robie, John W. Moore e Isaac Newton consideraron que el barco era inaceptable para el servicio activo en la Marina. Se quejaron de sus espacios de maquinaria inusualmente grandes, el alto consumo de carbón y encontraron fallas particulares en su ancho estrecho en relación con su largo. La comisión dijo que esto provocó un balanceo y una tensión excesivos del buque. Como resultado, Florida permaneció en servicio ordinario en Nueva York durante cinco años antes de partir el 5 de marzo de 1874 con destino a New London, Conn., para convertirse en un barco de recepción y almacenamiento en la estación naval de allí.
El Florida permaneció en New London, pudriéndose, hasta febrero de 1885. Fue vendida, en Nueva York, el 27 de febrero de 1885 a Edwin LeBars.